# Lion de Bohême

Lion tchèque sur le petit emblème des armoiries de la Tchéquie.

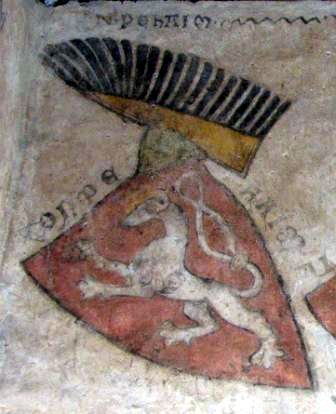
La première représentation en couleur connue d'un lion de Bohême (fresque murale du palais Gozza à Krems an der Donau, vers 1270).

Le lion de Bohême est le terme qui désigne la figure héraldique du lion figurant sur les armoiries des souverains de Bohême et, plus tard, sur les armoiries de la Tchéquie. Aujourd'hui, le terme « lion de Bohême » signifie « un lion argenté à deux queues dans un saut avec une couronne d'or et une armure d'or », qui apparaît comme symbole de la Bohême (représentant parfois tous les pays de la couronne de Bohême) depuis le XIIIe siècle, sous le règne de Přemysl Ottokar Ier (1155-1230). Il a été précédé dans le même sens par un lion à une queue (les raisons de l'ajout d'une deuxième queue n'ont jamais été clairement expliquées), qui a remplacé l'aigle noir flamboyant  des Přemyslides (Saint-Venceslas) sur un champ d'argent.
Cette figure a été conservée jusqu'à aujourd'hui sur le petit et le grand emblème d'État de la République tchèque. Le lion héraldique tchèque dans un champ rouge est également le petit emblème d'État de la République tchèque.

## Légende héraldique
La légende héraldique de Bruncvík, qui est liée à la légende de Štilfríd (qui fait référence au gain de l'aigle), raconte également le gain de la figure du lion dans les armoiries. Cette légende semble s'inspirer de mythes allemands, dont celui de Henri le Lion, dont le nom du personnage principal, Bruntsvík, est également dérivé, étant donné qu'Henri était originaire de Brušvík (vieux haut allemand Bruneczwig). Auparavant, on pensait que Bruncvík était censé représenter le prince de Bohême Vladislav II (1110-1174), mais ce point de vue s'avère erroné, notamment au vu des actes de Vladislav, selon lesquels Bruncvík était plutôt son fils Přemysl Ottokar Ier. Cela serait également cohérent avec le fait que le roi Přemysl a probablement reçu le lion de son fils Henri, le futur empereur Otton IV (1175/1176-1218).

## Origines
Selon la chronique de Dalimil, en 1158 le prince de Bohême Vladislav II (1110-1174) a acquis le titre royal de Frédéric Barberousse et en même temps comme armoiries un lion d'argent avec une queue sur un champ rouge (ici il y a une incohérence dans la nomenclature et on peut rencontrer le terme lionne, qui est censé désigner un lion à une queue, plutôt dans la littérature plus ancienne ; rappelons qu'une   lionne en héraldique est la représentation d'un lion sans crinière, ni verge.).
Cependant, ce n'est qu'une fiction de chroniqueur, car même dans le dernier tiers du 12e siècle, le lion et l'aigle apparaissent sur les pièces de monnaie de Přemyslid comme des signes généraux sans aucun lien avec l'héraldique. Le lion en tant que signe héraldique est utilisé pour la première fois chez les Přemyslides en 1213, lorsqu'il est attesté sur le sceau du margrave morave Vladislav III de Bohême (1165-1222). Certains éléments indiquent qu'il s'agissait déjà d'un lion à deux queues, mais comme l'empreinte du sceau n'est pas colorée, il n'est pas possible de prouver qu'il s'agissait du même lion qui devint plus tard le symbole du roi de Bohême et de la Bohême. Le chroniqueur Dalimil écrit que l'empereur romain Otton IV a donné une deuxième queue au lion, sans changement de teinture, au roi Ottokar Ier (roi de Bohême) pour son aide dans la répression de la rébellion saxonne, mais là encore, il s'agit d'une fiction du chroniqueur.

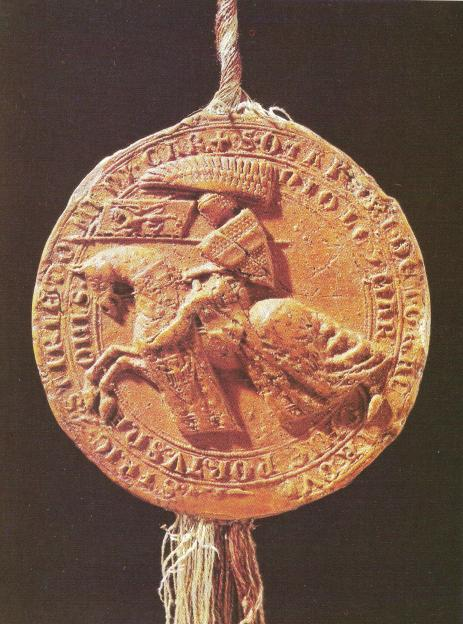
Sceau de Ottokar II Přemysl.

La première preuve indubitable de l'existence d'un lion argenté à deux queues sur fond rouge remonte à 1247, lorsqu'il fut adopté comme blason par le margrave de Moravie Ottokar II. De nombreux historiens pensent qu'il a utilisé ce symbole en tant que co-dirigeant avec son père, le roi Venceslas Ier (roi de Bohême), et que la deuxième queue symbolise la co-dirigeance de Premysl. En 1253, lorsque, après la mort de son père, Wenceslas I, il monte sur le trône tchèque, il conserve ces armoiries et commence à les utiliser comme emblème du roi tchèque (pour le margrave de Moravie, il crée alors de nouvelles armoiries avec un aigle à damier). Ces armoiries, avec divers changements mineurs dans la décoration, sont restées les armoiries du Royaume tchèque jusqu'en 1918 et les armoiries de la Bohême jusqu'à aujourd'hui.

## Exemples

### Emblèmes d'Etat

Armoiries de la Tchéquie
Armoiries de la Tchéquie
Couronne de Bohême
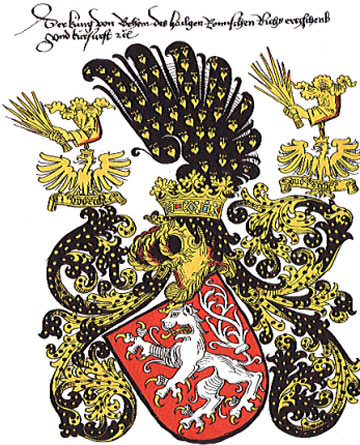
Bohême
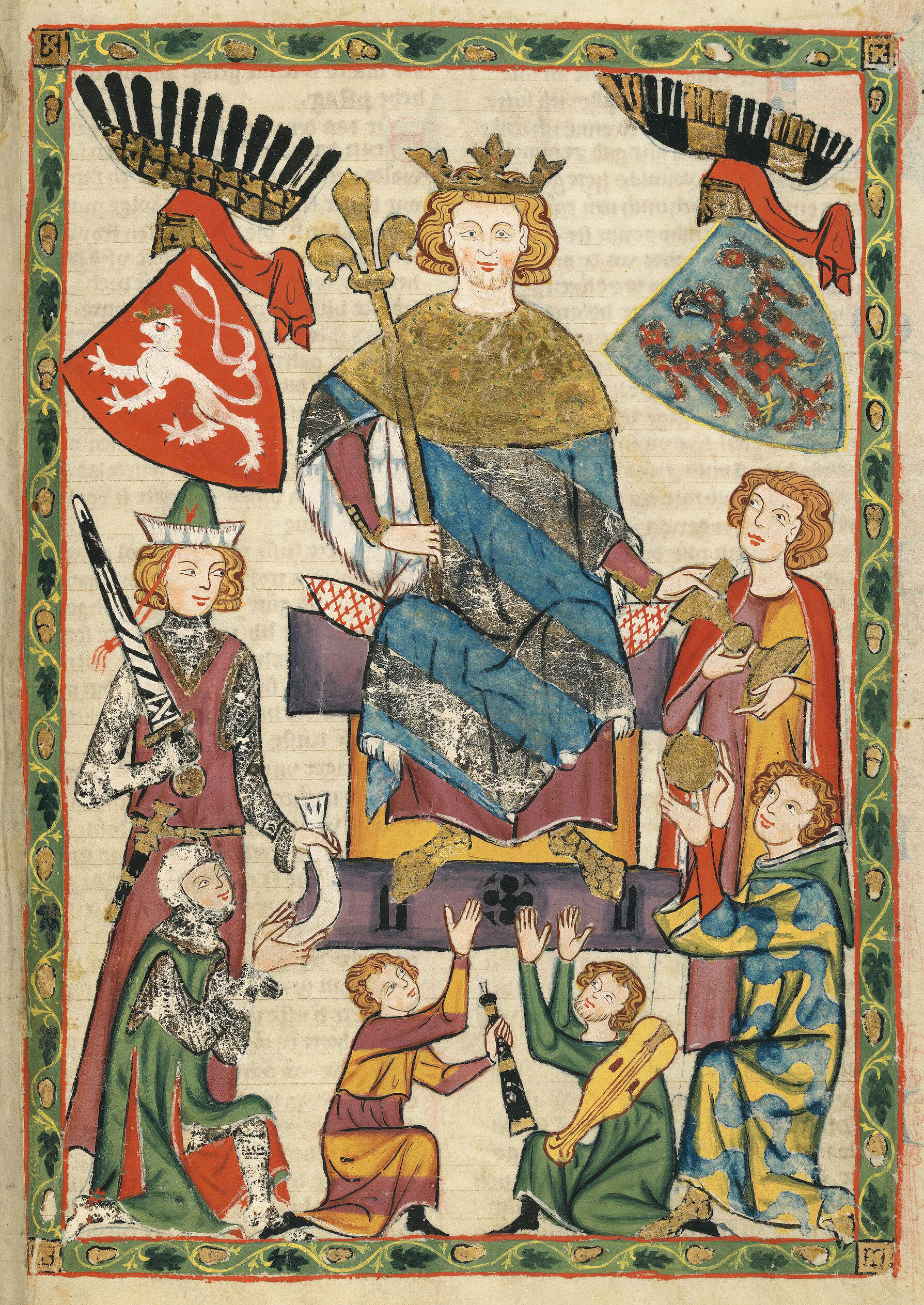
Le roi Venceslas II (Codex Manesse)
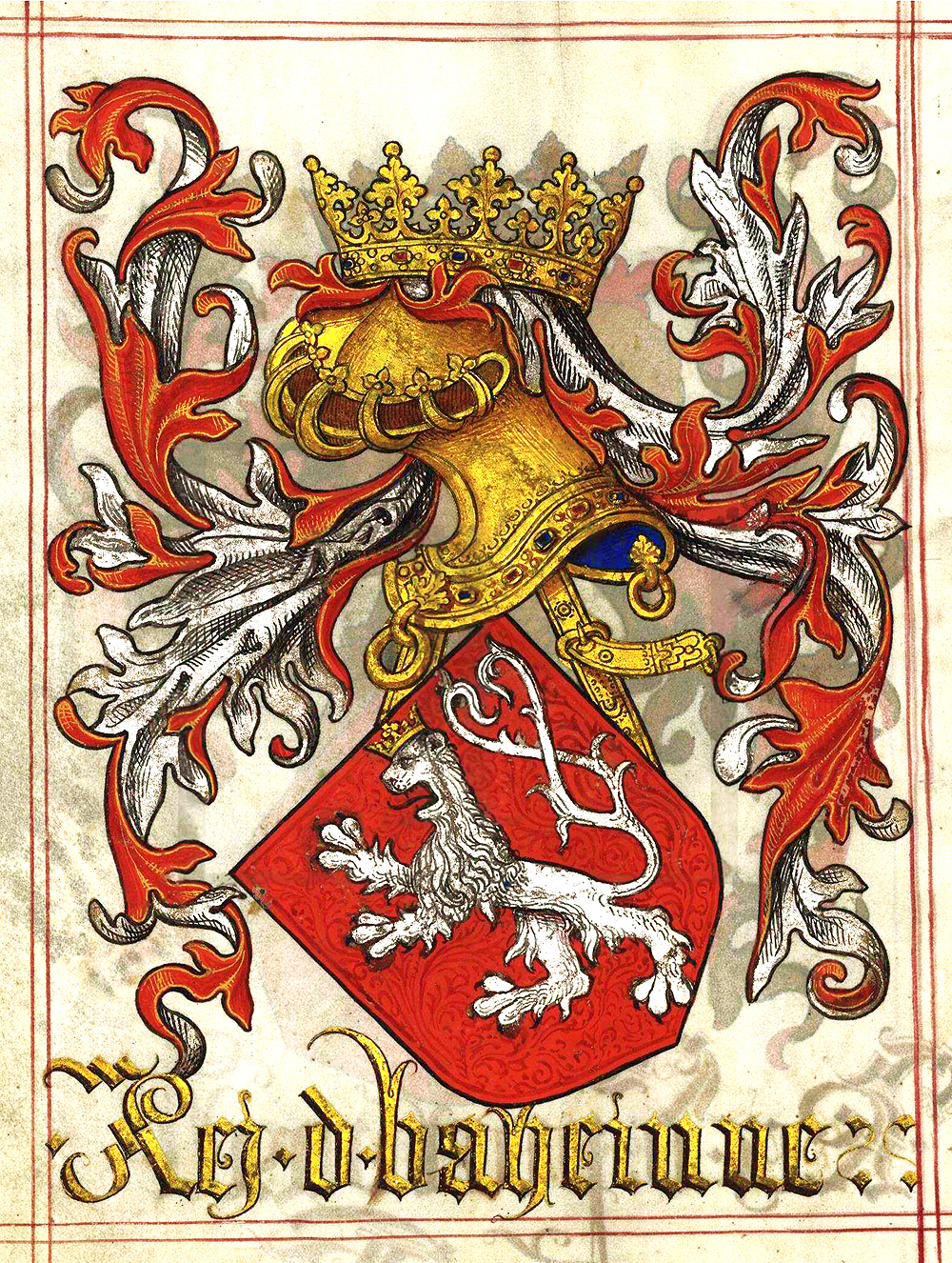
Signe de Bohême (Livro do Armeiro-Mor [livre du maître armurier], 1509)
Petit emblème de la République tchécoslovaque

### Blasons de villes

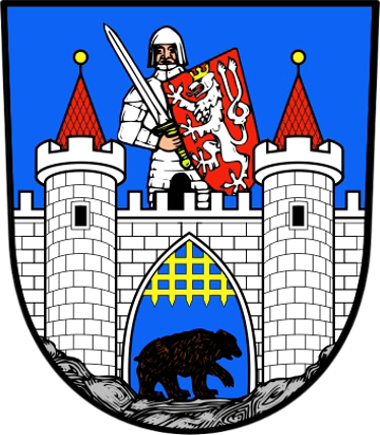
Beroun
České Budějovice
Český Brod
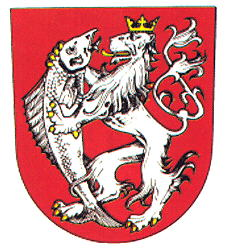
Děčín
Görlitz
Jihlava
Hradec Kralove
Karlovy Vary
Kłodzko
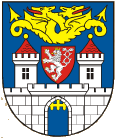
Kolín
La Roche-en-Ardenne
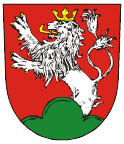
Lipník nad Bečvou
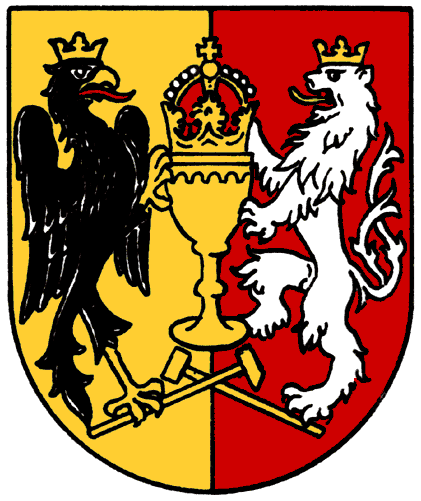
Kutna Hora
Litoměřice
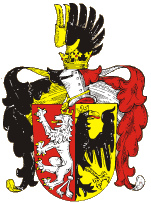
Mělník
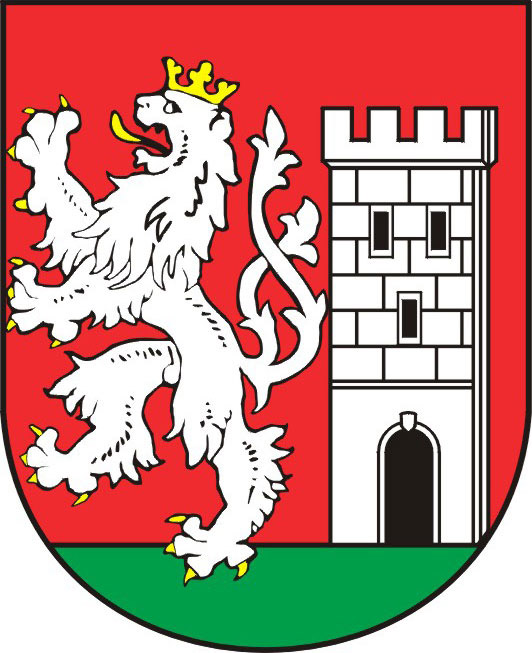
Nymburk
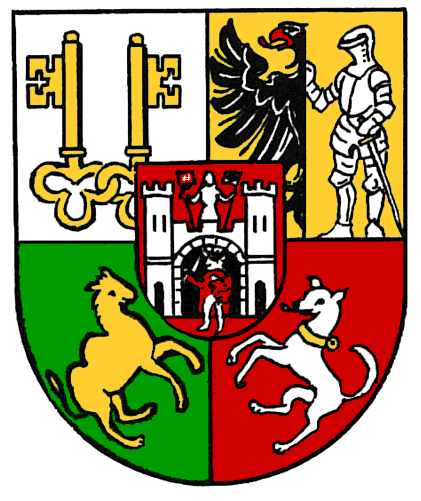
Plzen
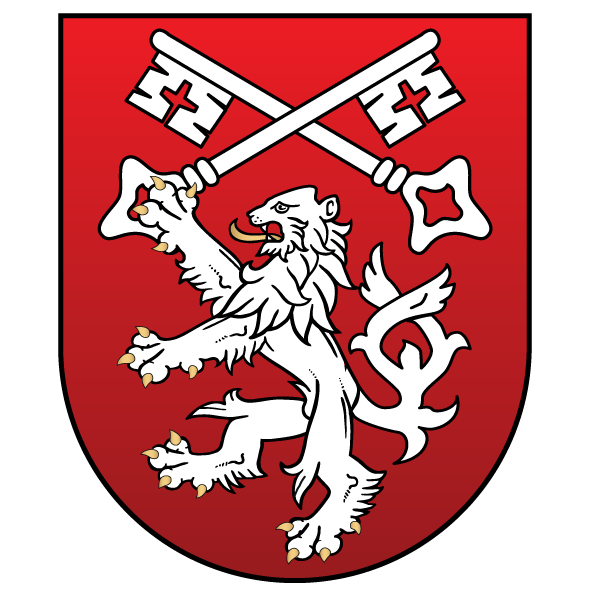
Prachatice
Slany
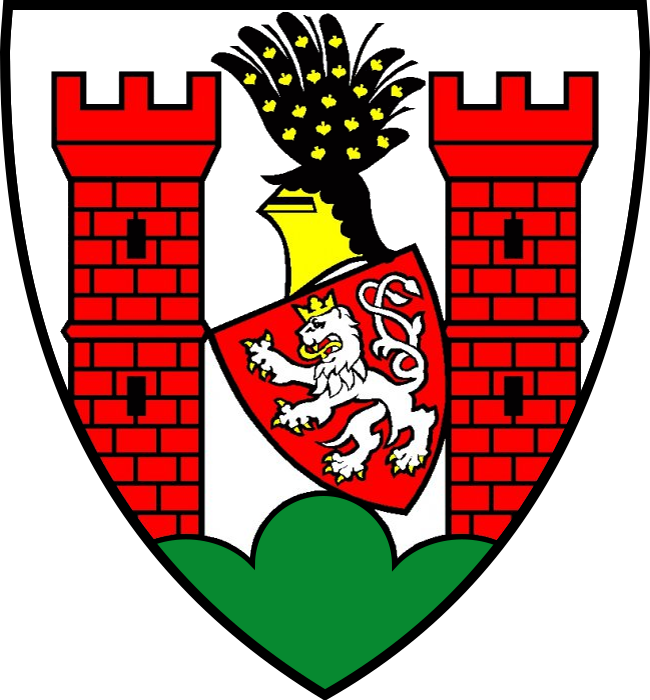
Spremberg
Turnov
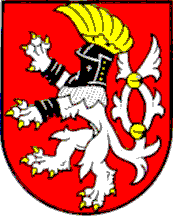
Ústí nad Labem
Wrocław
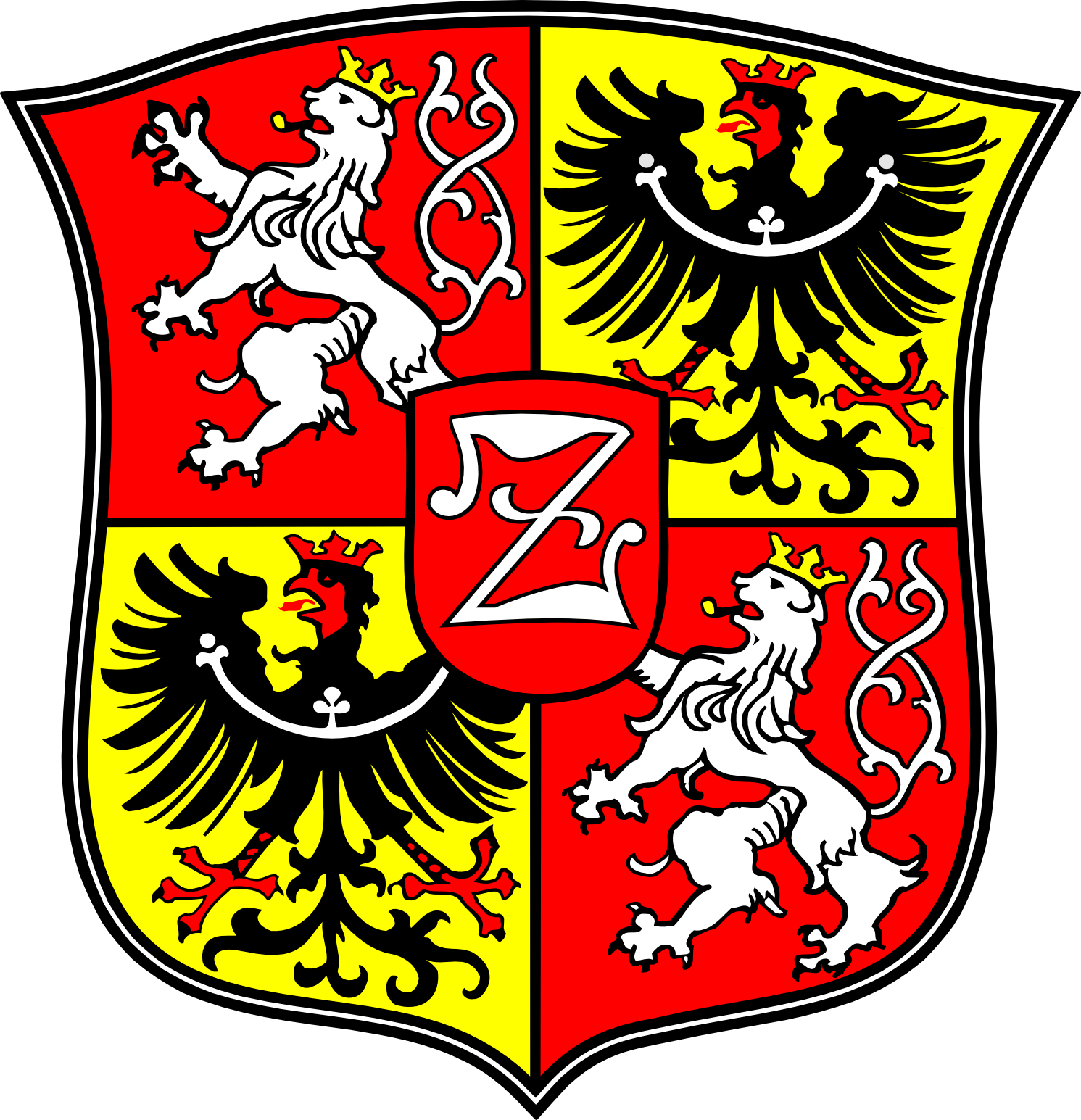
Zittau